# Balzenberg
Der Balzenberg (auch Balzer Berg) ist ein 921 m ü. NHN hoher Berg in der Gemeinde Stiefenhofen. In der Nähe der Erhebung liegen die Dörfer Berbruggen, Rutzhofen und Balzhofen.

## Naturräumliche Zuordnung
Nach der Gliederung auf Blatt 187/193 Lindau/Oberstdorf, die Hansjörg Dongus im Jahr 1991 erstellte, wird das Gebiet um den Balzenberg wie folgt zugeordnet:
- (zu 02' Nagelfluhhöhen und Senken zwischen Bodensee und Wertach)
  - (zu 021' Nagelfluhhöhen und Senken von Sulzberg-Oberstaufen)
    - 021'.8 Balzer Berg

Zum Naturraum zählt auch der sich nach Nordosten anschließende, 904 m erreichende Nachbarberg mit Burgstall, dessen Kamm auffällig gegenüber der üblichen Nordostrichtung etwas im Gegenuhrzeigersinn in Richtung Nordnordosten gedreht ist.
Das Bayerische Landesamt für Umwelt (LfU) rechnet den Berg, ohne nordöstlichen Nachbarberg, demgegenüber zum Westallgäuer Hügelland (032), zu dem er vor Dongus’ Feinarbeit auch im Handbuch der naturräumlichen Gliederung Deutschlands seit 1953 gerechnet worden war.

## Topographische Lage
Der Balzenberg liegt auf dem nördlichsten von mehreren parallel in Richtung Südwesten verlaufenden Schichtkämmen, deren Basis südlich der Adelegg (023', bis 1129 m) liegt und die gemeinsam im Sulzberg (021'.2, bis 1041 m), an der Grenze zu Vorarlberg, auslaufen. Nach Südwesten wird er durch den Oberberg (908 m) fortgesetzt, der bereits zum Naturraum des Sulzbergs gerechnet wird, nach Nordosten schließen sich Laubenberg (919 m), Riedholzer Kugel (1066 m) und der lange Kamm des Sonneneck (bis 1106 m) an, die gemeinsam den Naturraum 022'.0 der Haupteinheit 022' Nagelfluhhöhen und Senken von Großholzleute-Immenstadt bilden.

## Genese
Der Schichtkamm ist, wie auch die Kämme von Riedholzer Kugel und Sonneneck, aus den Sockelschichten der obermiozänen Nagelfluh (OSM) der Aufgerichteten Molasse aufgebaut. Er wurde eiszeitlich von der Rotach- und Weißachzunge des Rheingletschers überformt und an beiden Flanken (NW und SO) durch glaziale Abflussrinnen isoliert, deren nordwestliche heute vom Ellhofner Tobelbach genutzt wird, der nach Nordosten und schließlich Norden abfließt, um als Röthenbach in die Obere Argen zu münden; die südöstliche nimmt sein Zufluss Balzhofer Bach ein.

## Galerie

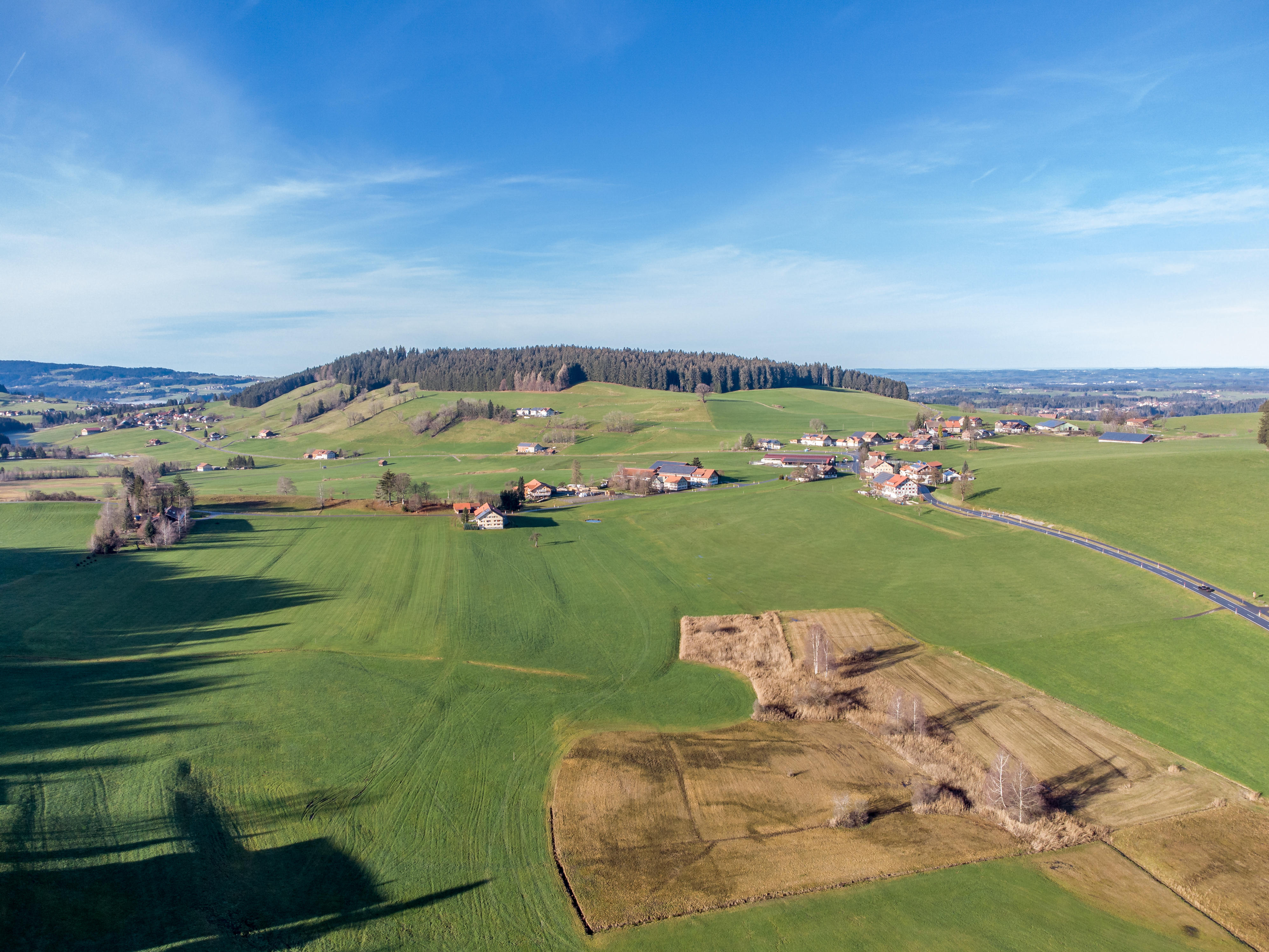
Balzenberg von Südosten aus gesehen
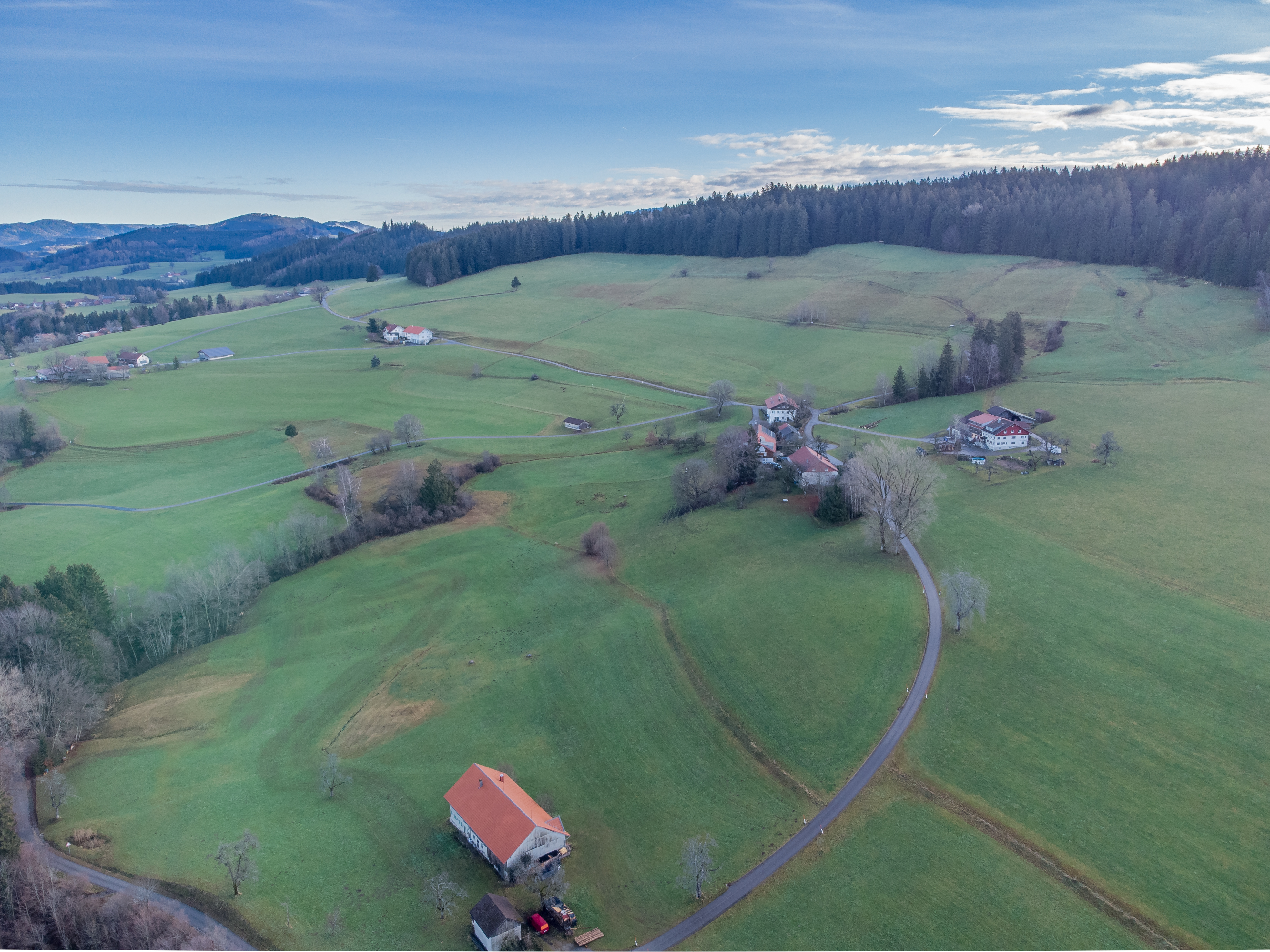
Berbruggen, auf der nördlichen Seite des Balzenbergs
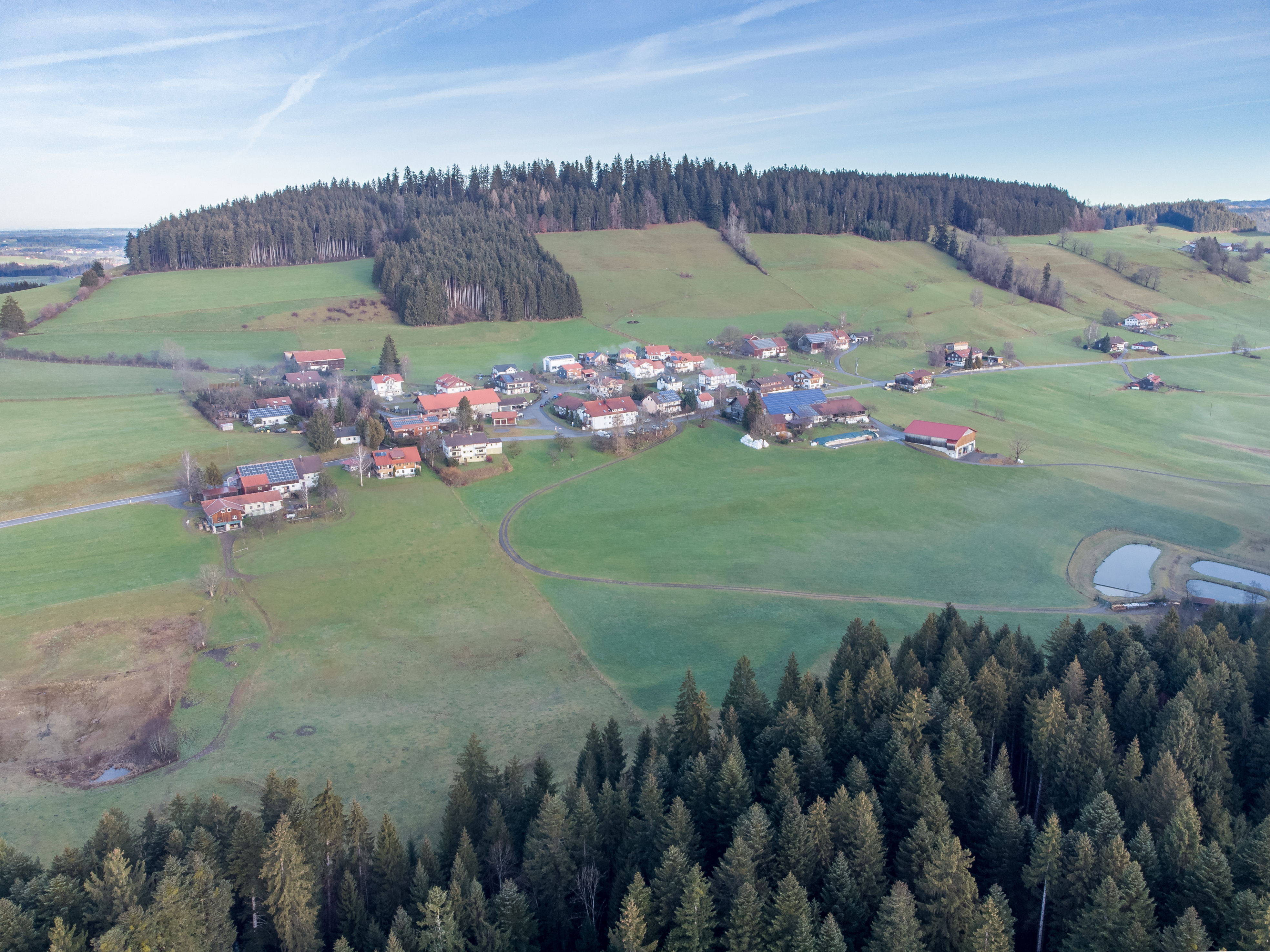
Balzhofen, auf der südlichen Seite des Balzenbergs